# 欧阳中石
欧阳中石（1928年10月—2020年11月5日），原名瑞陆，山東肥城人，中国学者、书法家、书法教育家、京剧表演艺术家、中国书画国际大学学术委员会主席。作家張大春為其姪子。

## 生平
1928年10月生，原名欧阳瑞陆，在家里排行第三，抗战期间曾就读于济南市制锦市街小学，小学毕业后就读于济南省立第一中学，中学时期在教师叶戟门的建议下改名为“中石”。1948年中学毕业后，欧阳中石任教于小学。1950年，考入辅仁大学哲学系，1951年转入北京大学哲学系，师从金岳霖，主修中国逻辑史。 1954年自北京大学毕业后，先后在通县师范学校、通县二中、北京171中学任教，任教期间提出语文教育改革方案，并在中学进行试点，获收入《北京市语文教学五十年》。
1981年，欧阳中石调入北京师范学院（现首都师范大学），讲授学科教育、逻辑学。1985年，创办书法专业，并且最先开办成人书法大专班，后来还创办了书法本科、硕士教育。1993年，国务院学位办在首都师范大学设立美术学（书法艺术教育）博士授权点，1998年，中华人民共和国人事部批准首都师范大学招收书法方向博士后研究人员。1990年，欧阳中石担任书法专业硕士生导师，1993年担任博士生导师，由此建成了高等院校中首个从专科到博士后的完整的书法教育体系。2005年11月，经欧阳中石倡议，首都师范大学创办中国书法文化研究院，以及中国大学中首家“书法文化博物馆”。
欧阳中石曾任国务院学位委员会艺术学学科评议组成员、中华人民共和国文化部艺术系列美术专业高级职称评委会委员。现任首都师范大学中国书法文化研究院名誉院长。他是第八至十一届全国政协委员。2003年8月21日获聘为中央文史研究馆馆员。
2014年3月14日，欧阳中石将中华艺文奖所得奖金人民币100万元全部捐赠给中国艺术研究院研究生院。此外他还曾兼任中国艺术研究院戏曲专业的博士研究生导师。2020年11月5日凌晨3时18分，欧阳中石在北京逝世，告别仪式定于2020年11月11日上午9时在北京市八宝山殡仪馆大礼堂举行。

## 书法事业
欧阳中石曾说过一句话：“中国的书法教育事业不是个人的事业，我愿意和朋友们一起来推动它向前发展。”他把全部精力都投入到中国书法教育中。1985年参与创办中国书画函授大学（今重组为中国书画国际大学）并担任学术委员会主席。这些年来，他为中国书法教育事业无私奉献的赤子之心感动着每一位愿为中国书法事业作出奉献的人。

## 教育事业
欧阳中石对教育技术的发展保持高度关注。在远程网络在线教育逐步取代函授教育的大趋势下，欧阳中石于2009年率先提出了“将书画函授教育提升为书画在线教育”的发展思路，并成功地将中国书画函授大学重组为了中国书画国际大学。学校重组后，欧阳中石与阿老作为原中国书画函授大学学术委员会主席兼名誉董事长，继续担任中国书画国际大学的学术委员会主席，并兼任董事局名誉主席。原中国书画函授大学校长杜洁尘任中国书画国际大学董事局主席兼校长，中国电子学会现代教育技术分会常务副主任刘学达（原中央音像教材出版社社长）任董事局副主席兼副校长，美国永通国际投资集团董事王晓平任学术委员会副主席、董事局副主席、美国永通国际投资集团执行董事、国际英语教育研究协会亚太区执行总监杭舟任中国书画国际大学常务副校长。博士生导师张同印教授、教育部中央电教馆电教技术开发专家组组长游泽请教授、原清华大学林福宗教授等人分别担任各学院院长。中国书画国际大学从2010年1月1日起正式对外开展工作。

## 著作
欧阳中石主编、著述的书籍有《书学导论》、《学书概览》、《书学杂识》、《中国的书法》、《书法教程》、《书法与中国文化》等。欧阳中石的作品集有《欧阳中石书沈鹏诗词选》、《中石夜读词钞》、《当代名家楷书谱·朱子家训》、《中石钞读清照词》、《老子〈道德经〉》等。此外，欧阳中石和女儿欧阳启名合著有《中国戏曲表演体系研究》和《京剧艺术漫谭》。